# ریس ویترسپون
لارا جین ریس ویترسپون (انگلیسی: Laura Jeanne Reese Witherspoon؛ زادهٔ ۲۲ مارس ۱۹۷۶) بازیگر آمریکایی است. او جوایز مختلفی از جمله یک جایزهٔ اسکار، دو جایزهٔ گلدن گلوب و یک جایزهٔ امی ساعات پربیننده برنده شده‌است و نامش همواره در میان رتبه‌بندی بازیگران زن جهان با بیشترین دستمزد قرار گرفته‌است. مجلهٔ تایم در سال‌های ۲۰۰۶ و ۲۰۱۵ او را یکی از ۱۰۰ شخص تأثیرگذار در جهان معرفی کرده‌است و در ۲۰۱۹ و ۲۰۲۱ نامش در فهرست فوربز از ۱۰۰ زن قدرتمند جهان آمد. در سال ۲۰۲۱، او با دارایی خالص ۴۰۰ میلیون دلاری از سوی فوربز سودآورترین بازیگر زن جهان نام گرفت.
ویترسپون حرفه‌اش را از نوجوانی آغاز کرد و نخستین حضور سینمایی او در مرد توی ماه (۱۹۹۱) بود. در پی نقش اصلی‌اش در ترس (۱۹۹۶)، او در سال ۱۹۹۹ برای بازی در نقش مکمل مقاصد بی‌رحمانه و برای به تصویر کشیدن تریسی فلیک در انتخابات به بازیگری برجسته تبدیل شد. ویترسپون برای بازی در نقش ال وودز در کمدی قانوناً بلوند (۲۰۰۱) و دنبالهٔ آن در ۲۰۰۳ و برای نقش اصلی‌اش در کمدی عاشقانهٔ خانه شیرینم آلاباما (۲۰۰۲) شهرت بیشتری به دست آورد. او در سال ۲۰۰۵ برای بازی در نقش جون کارتر کش در موزیکال زندگی‌نامه‌ای سربه‌راه باش مورد تحسین قرار گرفت و برندهٔ جایزهٔ اسکار بهترین بازیگر زن شد.
پس از بازی در چند پروژه ناموفق، ویترسپون در درام عاشقانهٔ آب برای فیل‌ها (۲۰۱۱) ایفای نقش کرد که با فروش بالایی همراه بود. او با تهیه‌کنندگی فیلم و بازی در نقش شرل استرید در درام وحشی (۲۰۱۴) نامزد دریافت جایزهٔ اسکار شد. ویترسپون از آن زمان با تهیه‌کنندگی و بازی در مجموعهٔ تلویزیونی درام دروغ‌های کوچک بزرگ (۲۰۱۷–۲۰۱۹)، مجموعهٔ درام برنامه صبحگاهی (۲۰۱۹–اکنون)، و مینی‌سریال آتش‌های کوچک در همه جا (۲۰۲۰) فعالیت خود را در تلویزیون آغاز کرد. او برای تهیه‌کنندگی دروغ‌های کوچک بزرگ برندهٔ جایزهٔ امی ساعات پربیننده شده‌است. او همچنین تهیه‌کنندهٔ اقتباس‌های سینمایی دختر گمشده (۲۰۱۴) و جایی که خرچنگ‌ها آواز می‌خوانند (۲۰۲۲) بود.
ویترسپون صاحب یک شرکت پوشاک به‌نام دریپر جیمز است و به‌طور فعالانه در سازمان‌های حمایت از کودکان و زنان مشارکت دارد. او در هیئت مدیرهٔ صندوق دفاع از کودکان (CDF) فعالیت می‌کند و در سال ۲۰۰۷ به عنوان سفیر جهانی اوان پروداکتس انتخاب شد. او در سال ۲۰۰۰ شرکت تولیدی تایپ ای فیلمز را تأسیس کرد که از آن زمان با شرکت رسانه‌ای هلو سان‌شاین که ویترسپون نیز در سال ۲۰۱۶ آن را تأسیس کرده بود، ادغام شده‌است.

## فیلم‌شناسی
| سال  | عنوان                             | نقش             | توضیحات            |
| ---- | --------------------------------- | --------------- | ------------------ |
| ۱۹۹۱ | مرد توی ماه                       |                 |                    |
| ۱۹۹۳ | بهترین طرح‌های ارائه شده           |                 |                    |
| ۱۹۹۳ | جک خرس                            |                 |                    |
| ۱۹۹۳ | معجزه باد                         |                 |                    |
| ۱۹۹۴ | اس.اف.دبلیو                       |                 |                    |
| ۱۹۹۶ | آزادراه                           |                 |                    |
| ۱۹۹۶ | ترس                               |                 |                    |
| ۱۹۹۸ | گرگ‌ومیش                           |                 |                    |
| ۱۹۹۸ | تحویل شبانه                       |                 |                    |
| ۱۹۹۸ | پلیزنتویل                         | جنیفر/مری سو    |                    |
| ۱۹۹۹ | مقاصد بی‌رحمانه                    | آنت هارگووآ     |                    |
| ۱۹۹۹ | انتخابات                          | تریسی فلیک      |                    |
| ۲۰۰۰ | نیکی کوچک                         | عالی            | تک‌جلوه             |
| ۲۰۰۰ | روانی آمریکایی                    | ایولین ویلیام   |                    |
| ۲۰۰۱ | لگالی بلاند                       | ال وودز         |                    |
| ۲۰۰۲ | اهمیت جدی بودن                    |                 |                    |
| ۲۰۰۲ | خانه شیرینم آلاباما               |                 |                    |
| ۲۰۰۳ | لگالی بلاند ۲: قرمز، سفید و بلوند | ال وودز         |                    |
| ۲۰۰۴ | ونیتی فیر                         | بکی شارپ        |                    |
| ۲۰۰۵ | سر به راه باش                     | جون کارتر       |                    |
| ۲۰۰۵ | درست مثل بهشت                     | الیزابت مسترسون |                    |
| ۲۰۰۶ | پنلوپه                            | انی             | بازیگر و تهیه‌کننده |
| ۲۰۰۷ | استرداد                           |                 |                    |
| ۲۰۰۸ | چهار کریسمس                       | کیت             |                    |
| ۲۰۰۹ | هیولاها علیه بیگانگان             |                 | صدا                |
| ۲۰۱۰ | از کجا می‌دانی                     |                 |                    |
| ۲۰۱۱ | آب برای فیل‌ها                     |                 |                    |
| ۲۰۱۲ | این یعنی جنگ                      |                 |                    |
| ۲۰۱۲ | ماد                               | جونیپر          |                    |
| ۲۰۱۳ | گره شیطان                         |                 |                    |
| ۲۰۱۴ | وحشی                              | شرل استرید      | بازیگر و تهیه‌کننده |
| ۲۰۱۴ | دختر گم‌شده                        | —               | تهیه‌کننده          |
| ۲۰۱۴ | خباثت ذاتی                        | پنی             |                    |
| ۲۰۱۴ | دروغ خوب                          |                 |                    |
| ۲۰۱۵ | تعقیب آتشین                       | افسر رز         |                    |
| ۲۰۱۶ | آواز                              |                 | صدا                |
| ۲۰۱۷ | دوباره خانه                       |                 |                    |
| ۲۰۱۸ | چین‌خوردگی در زمان                 |                 |                    |
| ۲۰۱۸ | جایی که خرچنگ‌ها آواز می‌خوانند     |                 |                    |
| ۲۰۱۹ | لوسی در آسمان                     |                 | تهیه‌کننده          |
| ۲۰۲۱ | آواز ۲                            |                 | صدا                |
| ۲۰۲۳ | جای تو یا جای من                  |                 |                    |

| سال       | عنوان                           | نقش         | توضیحات |
| --------- | ------------------------------- | ----------- | ------- |
| ۲۰۰۰      | پادشاه تپه                      | دبی (صدا)   | ۲ قسمت  |
| ۲۰۰۰      | دوستان                          | جیل گرین    | ۲ قسمت  |
| ۲۰۰۱      | پخش زنده شنبه شب                | مجری        |         |
| ۲۰۰۲      | سیمپسون‌ها                       | گرتا ولف‌کسل |         |
| ۲۰۱۵      | بهترین ساعات با نیل پاتریک هریس |             |         |
| ۲۰۱۷–۲۰۱۹ | دروغ‌های کوچک بزرگ               |             |         |
| ۲۰۱۹      | برنامه صبحگاهی                  | بردلی جکسون |         |
| ۲۰۲۰      | آتش‌های کوچک در همه جا           |             |         |

## جایزه‌ها و نامزدی‌ها

### جوایز اسکار
| سال  | دسته‌بندی                 | اثرنامزدشده | نتیجه    | منا.  |
| ---- | ------------------------ | ----------- | -------- | ----- |
| ۲۰۰۶ | بهترین بازیگر نقش اول زن | سربه‌راه باش | برنده    | [ ۴ ] |
| ۲۰۱۵ | بهترین بازیگر نقش اول زن | وحشی        | نامزدشده | [ ۵ ] |

### جوایز بفتا
| سال                  | دسته‌بندی                 | اثرنامزدشده       | نتیجه           | منا.            |
| جوایز فیلم بفتا      | جوایز فیلم بفتا          | جوایز فیلم بفتا   | جوایز فیلم بفتا | جوایز فیلم بفتا |
| -------------------- | ------------------------ | ----------------- | --------------- | --------------- |
| ۲۰۰۶                 | بهترین بازیگر نقش اول زن | سربه‌راه باش       | برنده           | [ ۶ ]           |
| ۲۰۱۵                 | بهترین بازیگر نقش اول زن | وحشی              | نامزدشده        | [ ۷ ]           |
| جوایز تلویزیونی بفتا |                          |                   |                 |                 |
| ۲۰۱۸                 | بهترین برنامه بین‌المللی  | دروغ‌های کوچک بزرگ | نامزدشده        | [ ۸ ]           |

### جوایز گلدن گلوب
| سال  | دسته‌بندی                                                 | اثرنامزدشده       | نتیجه    | منا.   |
| ---- | -------------------------------------------------------- | ----------------- | -------- | ------ |
| ۲۰۰۰ | بهترین بازیگر زن – فیلم کمدی یا موزیکال                  | انتخابات          | نامزدشده | [ ۹ ]  |
| ۲۰۰۲ | بهترین بازیگر زن – فیلم کمدی یا موزیکال                  | قانوناً بلوند      | نامزدشده | [ ۹ ]  |
| ۲۰۱۶ | بهترین بازیگر زن – فیلم کمدی یا موزیکال                  | سربه‌راه باش       | برنده    | [ ۹ ]  |
| ۲۰۱۵ | بهترین بازیگر زن فیلم درام                               | وحشی              | نامزدشده | [ ۹ ]  |
| ۲۰۱۸ | بهترین بازیگر زن برای سریال کوتاه یا فیلم تلویزیونی      | دروغ‌های کوچک بزرگ | نامزدشده | [ ۹ ]  |
| ۲۰۱۸ | بهترین مجموعه تلویزیونی کوتاه یا فیلم تلویزیونی          | دروغ‌های کوچک بزرگ | برنده    | [ ۹ ]  |
| ۲۰۱۹ | بهترین مجموعه تلویزیونی – درام                           | دروغ‌های کوچک بزرگ | نامزدشده | [ ۹ ]  |
| ۲۰۱۹ | بهترین مجموعه تلویزیونی – درام                           | برنامه صبحگاهی    | نامزدشده | [ ۱۰ ] |
| ۲۰۱۹ | جایزه گلدن گلوب بهترین بازیگر زن – مجموعه تلویزیونی درام | برنامه صبحگاهی    | نامزدشده | [ ۱۱ ] |

### جوایز امی ساعات پربیننده
| سال  | دسته‌بندی                                                     | اثر نامزدشده          | نتیجه    | منا.   |
| ---- | ------------------------------------------------------------ | --------------------- | -------- | ------ |
| ۲۰۱۷ | بهترین بازیگر زن در مجموعه تلویزیونی کوتاه یا فیلم تلویزیونی | دروغ‌های کوچک بزرگ     | نامزدشده | [ ۱۲ ] |
| ۲۰۱۷ | مجموعه تلویزیونی کوتاه برجسته                                | دروغ‌های کوچک بزرگ     | برنده    | [ ۱۲ ] |
| ۲۰۲۰ | مجموعه تلویزیونی کوتاه برجسته                                | آتش‌های کوچک در همه جا | نامزدشده | [ ۱۲ ] |